# Campeonato Cearense de Futebol de 2022
A Série A do  Campeonato Cearense de Futebol de 2022, (oficialmente, Cearense 1XBET 2022, por motivos de patrocínio) foi a 108ª edição da principal divisão do futebol Cearense. O campeonato foi realizado e organizado pela Federação Cearense de Futebol e disputado por 10 clubes, entre os meses de janeiro e abril de 2022. A competição premiou os clubes com três vagas para a Copa do Brasil de 2023, uma para a fase de grupos e uma para a fase preliminar da Copa do Nordeste de 2023 e três para a Série D de 2023.
Voltaram a competir na elite cearense o Maracanã, rebaixado em 2013, e Iguatu, que retorna após queda em 2019. Quatro clubes representam a capital cearense, enquanto outros três completam os representantes da Região Metropolitana de Fortaleza. O Cariri chega com 2 equipes e Iguatu completa a lista.
Na 12ª rodada, o Caucaia foi campeão simbólico da Primeira Fase, após vencer o Atlético Cearense por 5–2, em Pacajus, assegurando a vaga inédita na semifinal e sua segunda participação na Copa do Brasil de 2023. Na mesma rodada, o Crato, ao ser goleado por 7–0 pelo Iguatu, na cidade de Iguatu, também foi rebaixado a Série B de 2023, sendo o terceiro rebaixamento de ambos. O Atlético Cearense inicialmente foi rebaixado após ficar na penúltima posição da tabela, no entanto, por escalação irregular, o Icasa perdeu quatro pontos e foi rebaixado no lugar do time da capital.
Após vitória na final pelo placar agregado de 4 a 0, em dois jogos, o Fortaleza sagrou-se campeão sobre o Caucaia de maneira invicta, conquistando o título do campeonato pela 4ª vez consecutiva e 45ª vez em sua história, tornando-se o clube com mais títulos do Campeonato Cearense, empatado com seu rival, Ceará. Já o Caucaia foi vice-campeão pela primeira vez, pois disputava sua primeira final.

## Equipes participantes

### Promovidos e rebaixados
| Pos. | Rebaixados da Primeira Divisão de 2021 |
| ---- | -------------------------------------- |
| 9º   | Guarany de Sobral                      |
| 10º  | Barbalha                               |

| Pos. | Promovidos da Segunda Divisão de 2021 |
| ---- | ------------------------------------- |
| 1º   | Maracanã-CE                           |
| 2º   | Iguatu                                |

### Informações das equipes
| Aumento | Equipe promovida da Segunda Divisão de 2021 |

## Regulamento
O Campeonato será disputado em quatro fases, a saber: Primeira Fase, Quartas de final, Semifinal e Final.
A Primeira Fase será composta por oito clubes: Atlético Cearense, Caucaia, Crato, Ferroviário, Icasa, Iguatu, Maracanã e Pacajus. Os clubes jogarão entre si em partidas de ida e volta, totalizando 14 rodadas. Os clubes classificados em 7º e 8º lugares na Primeira Fase descenderão para a Série B de 2023, enquanto os clubes classificados em 1º e 2º lugares classificam-se para a fase Semifinal e os clubes classificados em 3º e 4º lugares classificam-se para a fase Quartas de Final. Em caso de empate em pontos ganhos entre dois ou mais clubes ao final da Primeira Fase, o desempate, para efeito de classificação, foi efetuado observando-se os critérios abaixo:
1. Maior número de vitórias;
2. Maior saldo de gols;
3. Maior número de gols pró;
4. Confronto direto (em caso de empate entre dois clubes somente);
5. Sorteio.

Nas Quartas de Final, os clubes participantes da Copa do Nordeste 2022 (Ceará e Fortaleza) entram na competição e enfrentam os dois clubes classificados da Primeira Fase em partidas de ida e volta, conforme chaveamento a seguir, com mandos de campo definidos por sorteio:
- Quartas 1 – 3° Colocado da Primeira Fase x Fortaleza
- Quartas 2 – 4° Colocado da Primeira Fase x Ceará

As Semifinais serão disputadas em partidas de ida e volta com os seguintes confrontos, com mandos de campo definidos por sorteio:
- Semi 1 – 1º Colocado da Primeira Fase x vencedor da Quartas 2
- Semi 2 – 2º Colocado da Primeira Fase x vencedor da Quartas 1

A Final será disputada em partidas de ida e volta com o seguinte confronto:
- Final – Vencedor da Semi 1 x vencedor da Semi 2

O mando de campo da partida de volta na final será do clube com melhor desempenho, conforme os critérios a seguir:
1. Melhor pontuação na fase semifinal;
2. Melhor saldo de gols na fase semifinal;
3. Maior número de gols marcados na fase semifinal;
4. Sorteio

Nas Quartas de Final, Semifinais e Final, em caso de empate em pontos ganhos ao final da partida de volta, os critérios de desempate serão:
1. Maior saldo de gols;
2. Disputa de pênaltis.

Ao clube vencedor da Fase Final será atribuído o título de Campeão Cearense da Série A de 2022. A equipe de melhor campanha que não seja sediada em Fortaleza conquistará o título de Campeã do Interior 2022 e receberá a Taça Padre Cícero. As vagas em competições nacionais e regionais serão distribuídas conforme os seguintes critérios:
- Copa do Brasil 2023 (3 vagas): Equipe melhor colocada na Primeira Fase e duas equipes melhor colocadas na Classificação Geral.[7]
- Série D 2023 (3 vagas): Equipes mais bem posicionadas na Classificação Geral, excluindo Ceará, Fortaleza, Ferroviário e Atlético Cearense.[nota 2]
- Fase de Grupos da Copa do Nordeste 2023 (1 vaga): Campeão estadual.
- Pré-Copa do Nordeste 2023 (1 vaga): Equipe mais bem posicionada na Classificação Geral, excluindo o campeão estadual e as duas equipes cearenses melhor ranqueadas no Ranking da CBF 2022, dentre aquelas que disputaram a primeira divisão estadual no ano.[nota 3]

## Primeira Fase
| Pos | Equipes           | Pts | J  | V | E | D  | GP | GC | SG  | %  |
| --- | ----------------- | --- | -- | - | - | -- | -- | -- | --- | -- |
| 1   | Caucaia           | 30  | 14 | 8 | 6 | 0  | 20 | 8  | +12 | 74 |
| 2   | Ferroviário       | 26  | 14 | 6 | 8 | 0  | 24 | 9  | +15 | 62 |
| 3   | Pacajus           | 20  | 14 | 5 | 5 | 4  | 17 | 14 | +3  | 51 |
| 4   | Iguatu            | 19  | 14 | 5 | 4 | 5  | 23 | 13 | +10 | 46 |
| 5   | Maracanã-CE       | 17  | 14 | 3 | 8 | 3  | 16 | 15 | +1  | 41 |
| 6   | Atlético Cearense | 13  | 14 | 3 | 4 | 7  | 19 | 24 | –5  | 26 |
| 7   | Icasa             | 12  | 14 | 3 | 7 | 4  | 9  | 11 | –2  | 38 |
| 8   | Crato             | 5   | 14 | 1 | 2 | 11 | 5  | 39 | –34 | 12 |

|  |                                                     |
|  | Classificado para a Semifinal e Copa do Brasil 2023 |
|  | Classificado para a Semifinal                       |
|  | Classificados para as Quartas de Final              |
|  | Rebaixados para a Série B de 2023                   |

|                   | ATC | CAU | CRA | FAC     | ICA | IGU | MAR | PAC |
| ----------------- | --- | --- | --- | ------- | --- | --- | --- | --- |
| Atlético Cearense | —   | 0–1 | 9–2 | 1–3     | 0–0 | 0–2 | 0–2 | 1–1 |
| Caucaia           | 5–2 | —   | 3–1 | 0–0     | 2–0 | 0–0 | 1–0 | 2–1 |
| Crato             | 0–2 | 0–1 | —   | 0–3[wo] | 0–1 | 1–3 | 0–0 | 0–1 |
| Ferroviário       | 1–1 | 1–1 | 4–0 | —       | 2–0 | 1–0 | 1–1 | 1–1 |
| Icasa             | 0–0 | 0–0 | 0–1 | 1–1     | —   | 2–0 | 1–1 | 0–0 |
| Iguatu            | 4–0 | 1–2 | 7–0 | 1–1     | 1–1 | —   | 1–2 | 1–0 |
| Maracanã-CE       | 2–1 | 1–1 | 0–0 | 1–1     | 2–3 | 2–2 | —   | 1–2 |
| Pacajus           | 1–2 | 1–1 | 5–0 | 1–4     | 1–0 | 1–0 | 1–1 | —   |

| Vitória do mandante Vitória do visitante Empate |

- W.O. ^  O TJDF-CE suspendeu o Crato por suspeita de manipulação de resultados, de modo que a partida contra o Ferroviário, válida pela 14ª rodada, foi decidida por W.O. a favor do clube da capital.

### Desempenho por rodada
Posições de cada clube por rodada:
| Rodada | ATC | CAU | CRA | FAC | ICA | IGU | MAR | PAC |
| ------ | --- | --- | --- | --- | --- | --- | --- | --- |
| 1ª     | 6   | 1   | 3   | 4   | 8   | 4   | 1   | 6   |
| 2ª     | 6   | 1   | 3   | 5   | 8   | 6   | 2   | 4   |
| 3ª     | 7   | 1   | 5   | 4   | 8   | 6   | 2   | 3   |
| 4ª     | 8   | 1   | 6   | 4   | 7   | 5   | 2   | 3   |
| 5ª     | 8   | 1   | 6   | 2   | 7   | 5   | 3   | 4   |
| 6ª     | 7   | 1   | 8   | 2   | 6   | 5   | 3   | 4   |
| 7ª     | 7   | 1   | 8   | 2   | 5   | 6   | 3   | 4   |
| 8ª     | 7   | 1   | 8   | 2   | 4   | 6   | 3   | 5   |
| 9ª     | 7   | 1   | 8   | 2   | 4   | 5   | 3   | 6   |
| 10ª    | 7   | 1   | 8   | 2   | 5   | 6   | 3   | 4   |
| 11ª    | 7   | 1   | 8   | 2   | 6   | 5   | 4   | 3   |
| 12ª    | 7   | 1   | 8   | 2   | 6   | 4   | 5   | 3   |
| 13ª    | 7   | 1   | 8   | 2   | 6   | 4   | 5   | 3   |
| 14ª    | 7   | 1   | 8   | 2   | 6   | 4   | 5   | 3   |

## Fase final
Em itálico, as equipes que possuem o mando de campo no primeiro jogo do confronto e em negrito as equipes classificadas.
|  | Quartas de Final | Quartas de Final | Quartas de Final | Quartas de Final | Quartas de Final |  |  | Semifinais | Semifinais  | Semifinais | Semifinais | Semifinais |  |  | Final | Final     | Final | Final | Final |
|  |                  |                  |                  |                  |                  |  |  |            |             |            |            |            |  |  |       |           |       |       |       |
|  |                  |                  |                  |                  |                  |  |  | 1          | Caucaia     | 2          | 1          | 3          |  |  |       |           |       |       |       |
|  | A                | Ceará            | 2                | 0                | 2 (3)            |  |  |            | Iguatu      | 0          | 1          | 1          |  |  |       |           |       |       |       |
|  | 4                | Iguatu           | 1                | 1                | 2 (4)            |  |  |            |             |            |            |            |  |  |       | Caucaia   | 0     | 0     | 0     |
|  |                  |                  |                  |                  |                  |  |  |            |             |            |            |            |  |  |       | Fortaleza | 0     | 4     | 4     |
|  |                  |                  |                  |                  |                  |  |  | 2          | Ferroviário | 0          | 1          | 1          |  |  |       |           |       |       |       |
|  | B                | Fortaleza        | 1                | 5                | 6                |  |  |            | Fortaleza   | 1          | 2          | 3          |  |  |       |           |       |       |       |
|  | 3                | Pacajus          | 0                | 0                | 0                |  |  |            |             |            |            |            |  |  |       |           |       |       |       |

### Final
| Equipe 1 | Total | Equipe 2  | 1.º jogo | 2.º jogo |
| -------- | ----- | --------- | -------- | -------- |
| Caucaia  | 0–4   | Fortaleza | 0–0      | 0–4      |

#### Jogo de Ida
| Sexta-feira, 22 de abril | Caucaia | 0 – 0          | Fortaleza | Arena Castelão, Fortaleza                                                     |
| 21:35                    |         | Súmula Borderô |           | Público: 3 895 Renda: R$ 83.888,00 Árbitro: CE Luciano da Silva Miranda Filho |

| Caucaia | Fortaleza |

#### Jogo de Volta
| Domingo, 24 de abril | Fortaleza                                              | 4 – 0          | Caucaia | Arena Castelão, Fortaleza                                                 |
| 18:30                | Silvio Romero 31' · Yago Pikachu 55', 64' · Ronald 78' | Súmula Borderô |         | Público: 34 790 Renda: R$ 386.933,00 Árbitro: RJ Marcelo de Lima Henrique |

| Fortaleza | Caucaia |

## Premiação

### Campeão
| Campeão Cearense 2022                |
| Fortaleza                            |
| ------------------------------------ |
| Fortaleza Tetracampeão (45.º título) |

### Campeão do Interior
| Taça Padre Cícero 2022      |
| Caucaia                     |
| --------------------------- |
| Caucaia Campeão (1º título) |

## Artilharia
| Gols | Jogador         | Time              |
| ---- | --------------- | ----------------- |
| 9    | Édson Cariús    | Ferroviário       |
| 7    | Ari             | Atlético Cearense |
| 7    | Romário         | Iguatu            |
| 6    | Edson           | Pacajus           |
| 6    | Otacílio Marcos | Iguatu            |
| 5    | Vanderlan       | Caucaia           |
| 5    | Vitinho         | Caucaia           |

### Hat-tricks
| Jogador         | Clube   | Adversário        | Placar  | Data          | Ref.   |
| --------------- | ------- | ----------------- | ------- | ------------- | ------ |
| Otacílio Marcos | Iguatu  | Atlético Cearense | 4–0 (C) | 18 de janeiro | [ 8 ]  |
| Romário Becker  | Iguatu  | Crato             | 3–1 (F) | 21 de janeiro | [ 9 ]  |
| Edson           | Pacajus | Crato             | 5–0 (C) | 21 de janeiro | [ 10 ] |

### Poker-tricks
| Jogador | Clube             | Adversário | Placar  | Data            | Ref.   |
| ------- | ----------------- | ---------- | ------- | --------------- | ------ |
| Ari     | Atlético Cearense | Crato      | 9–2 (C) | 16 de fevereiro | [ 11 ] |

## Polêmicas na Justiça Desportiva

### Caso Crato
Em razão de várias derrotas sofridas pelo Crato por placares elásticos e pouco habituais, a FCF contratou a empresa Sportradar para investigar o clube, visando encontrar indícios de manipulação de resultados. Após investigação, a empresa produziu relatórios segundo os quais as posturas da equipe "ensejam gravíssima constatação de manipulação de resultado". Aliado a isso, houve o vazamento de áudios, atribuídos a um diretor e um jogador do clube, revelando ajuste de quantidade de gols e escanteios que ocorreriam nas partidas. Diante disso, a FCF pediu ao Tribunal de Justiça Desportiva do Futebol do Ceará (TJDF-CE) para suspender o Crato de todas as competições organizadas pela entidade, o que foi aceito pelo presidente do tribunal, Frederico Bandeira, no dia 16/02/2022. Com isso, a partida Crato x Ferroviário, que deveria ocorrer pela 14ª rodada da Primeira Fase, foi considerada como WO em favor do Ferroviário, atribuindo-se vitória por 3x0 para a equipe coral. Àquela altura, a equipe já se encontrava matematicamente rebaixada para a segunda divisão do campeonato estadual. Após, o processo acabou sendo extinto, pois a FCF afirmou que a suspensão do Crato já era suficiente.
Em sequência, Icasa e Maracanã entraram com pedido de maneira autônoma, denominado de Medida Inominada, pedindo a exclusão do Crato do campeonato e anulação de todas as partidas disputadas pela equipe. Para o Icasa, o interesse era de anular um cartão amarelo recebido por um de seus jogadores em partida disputada contra o Azulão da Princesa, o que terminaria por evitar uma punição que poderia rebaixar o clube (vide Caso Icasa), além de possibilitar o recebimento de 3 pontos referentes à derrota sofrida em campo para o Crato caso o resultado da partida fosse convertido em WO, passando de 16 para 19 pontos somados. O Maracanã, por sua vez, almejava obter vaga nas fases seguintes, pois, em campo, obteve dois empates contra o Crato, e, caso tais resultados fossem convertidos em WO a seu favor, somaria 4 pontos adicionais, passando de 17 para 21 pontos e ultrapassando Pacajus e Iguatu, o que lhe garantiria nas Quartas de Final do certame.
Em resposta a esse pedido, Frederico Bandeira determinou, no dia 06/03/2022, a suspensão total do campeonato por 5 dias, até a sessão do tribunal em que o mérito do processo seria julgado, o que impediria a disputa das semifinais. Em resposta, a Federação publicou nota oficial, informando que manteria inalterados os jogos das semifinais, em respeito à legislação federal vigente, e que recorreria da decisão. O Superior Tribunal de Justiça Desportiva do Futebol (STJD) acolheu o recurso da FCF, cassou a liminar do presidente do TJDF-CE e assegurou a manutenção da disputa do campeonato.
No dia 11/03/2022, ao reunir-se para julgar o mérito dos pedidos formulados por Icasa e Maracanã, o TJDF-CE acolheu pedido de adiamento da sessão, formulado pelos clubes semifinalistas, sob o argumento de que seria preciso aguardar a conclusão do inquérito que investigava a manipulação de resultados pelo Crato, fato que assegurou a continuidade da disputa.
O julgamento prosseguiu nos dias 19 e 25/04/2022, onde o TJDF-CE entendeu que a agremiação era culpada no caso de manipulação de resultados, com a corte decidindo que deveria ser excluída do campeonato. Além disso, a FCF deveria se abster de homologar os resultados do campeonato até a conclusão de todos os processos envolvendo o Crato, e deveria considerar como inválidas 4 partidas, atribuindo a todas o resultado de WO em desfavor do Crato, a saber: Crato 0x2 Atlético-CE (6ª rodada), Ferroviário 4×0 Crato (7ª rodada), Pacajus 5×0 Crato (10ª rodada) e Iguatu 7×0 Crato (12ª rodada). Como o Azulão da Princesa havia sido derrotado em todas essas partidas, isso não afetaria a classificação da Primeira Fase.
Insatisfeitos com o resultado do julgamento, Icasa e Maracanã recorreram, pedindo revisão do voto dos auditores e aplicação de WO em todas as partidas disputadas pelo Crato. Ao analisar o recurso, o TJDF-CE acolheu os argumentos formulados e determinou a aplicação de WO em todas as partidas disputadas pelo Crato, fato que, efetivamente, modificaria a classificação da Primeira Fase e implicaria na necessidade de refazer as partidas das fases eliminatórias. A título ilustrativo, a classificação da Primeira Fase com essa decisão passou a ser a seguinte: